# Solórzano (Kantabrien)
Solórzano ist eine Gemeinde in der spanischen Autonomen Region Kantabrien.

## Geschichte
In den verschiedenen Hohlräumen, die in der nahegelegenen Gemeinde Voto existieren, wurden Objekte gefunden, die beweisen, dass die erste menschliche Anwesenheit in diesem Gebiet auf das Paläolithikum zurückgeht. Aus der Zeit der ersten kelto-kantabrischen Stämme sind keine Zeugnisse erhalten geblieben und auch nicht aus der Zeit der römischen Herrschaft.
Im Mittelalter kommt es zu ersten Erwähnung der bewohnten Kerne, die heute die Gemeinde Solórzano bilden. Eine Urkunde aus dem Jahr 1283 besagt, dass Solórzano zu den Städten der Junta de Cesto gehörte und somit eine eigene Verwaltung hatte.

## Orte
- La Collada
- Fresnedo
- Garzón
- Regolfo
- Riaño
- Riolastras
- Solórzano (Hauptort).

## Bevölkerungsentwicklung
| 1842 | 1900 | 1950 | 1981 | 1991 | 2001 | 2011 |
| ---- | ---- | ---- | ---- | ---- | ---- | ---- |
| 743  | 1114 | 1516 | 1104 | 1007 | 991  | 1033 |